# Architettura mesopotamica

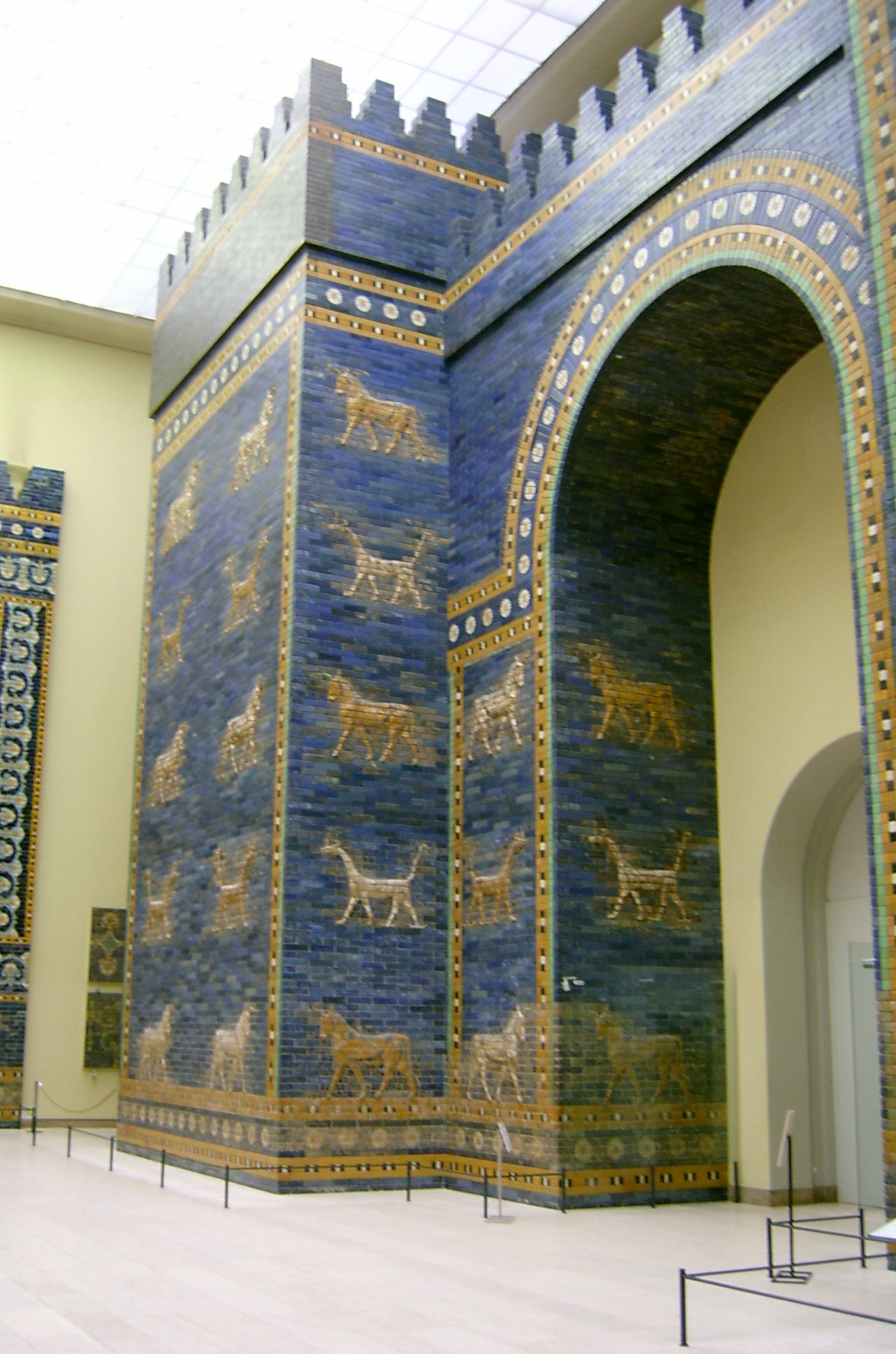
Ricostruzione della porta di Iŝtar, Berlino, Staatliche Museen

Le prime civiltà del mondo sorsero in una regione dell'Asia chiamata Mesopotamia, un territorio compreso tra i fiumi Tigri ed Eufrate, corrispondente all'odierno Iraq. Il popolo dei Sumeri fu il primo ad insediarsi in Mesopotamia, intorno al 4500 a.C. Successivamente altre popolazioni si stabilirono in quest'area: nel 2000 a.C. gli Assiri e nel 1800 a.C. i Babilonesi.

## La porta di Ištar
La porta di Ishtar (dedicata alla dea Ištar anche conosciuta come Ishtar) era la principale porta d'ingresso alla città di Babilonia che attraversava il Viale Processionale. Era un simbolo della forza e della grandezza e la testimonianza della ricchezza raggiunta dalla civiltà babilonese. Era anche un doppio portale, organicamente collegato ai due recinti difensivi. Con i suoi colori sgargianti accoglieva i visitatori che provenivano dal vicino Eufrate prima d'introdurli nel palazzo reale. La struttura era rivestita da migliaia di mattonelle policrome sulle quali erano raffigurati a rilievo leoni, tori, draghi e altri animali sacri alla dea Ištar e la sua faccia esterna era fiancheggiata da torri quadrate, merlate e a pettine. Oggi la porta è conservata e parzialmente ricostruita al Pergamonmuseum di Berlino. Elementi della porta si trovano in numerosi musei del mondo, incluso il museo di archeologia di Istanbul, il Röhsska di Göteborg, il Louvre e il Metropolitan di New York.

## Ziqqurat

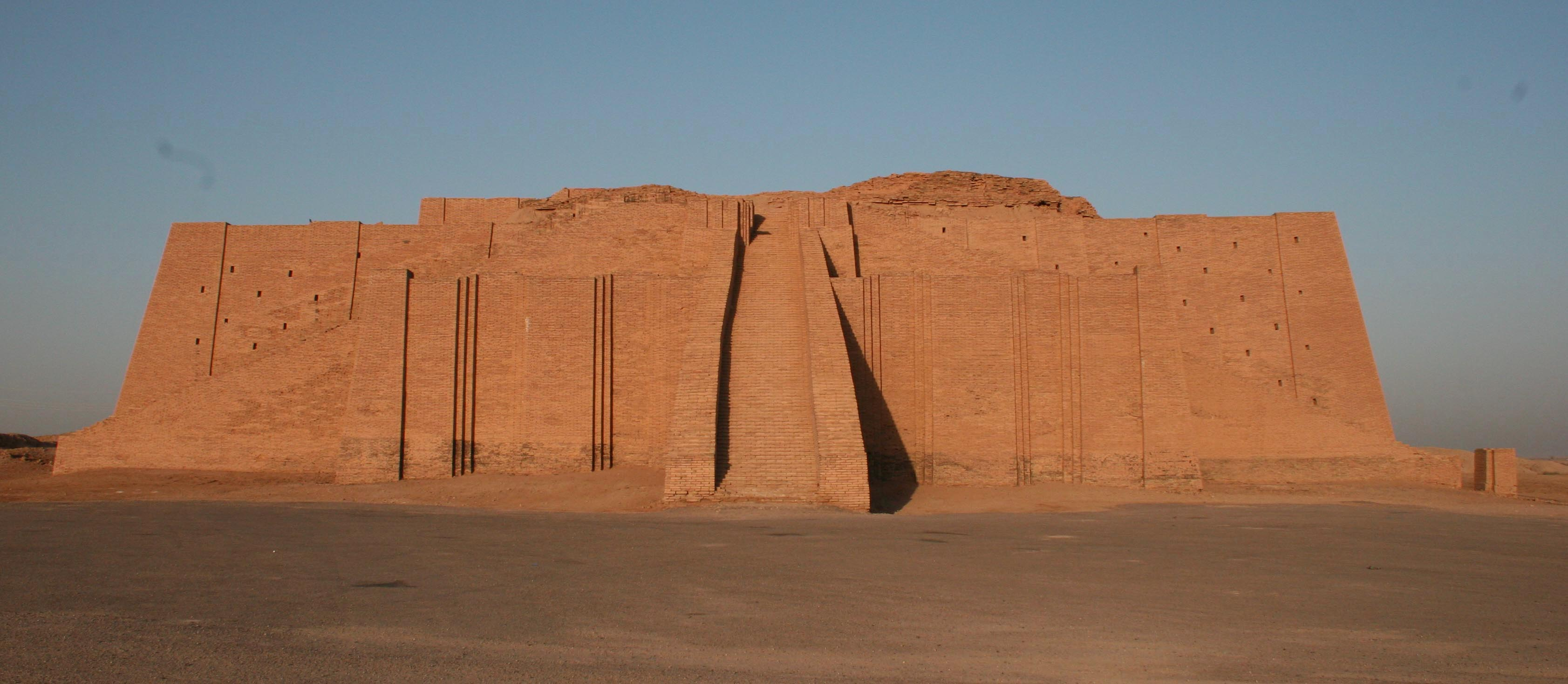
Vista frontale della ziqqurat di Ur

L'edificio più caratteristico della civiltà mesopotamica era rappresentato dalla ziqqurat (o ziggurat). Essa era una piramide che 
serviva a collegare idealmente, come una scala che sale al cielo, il mondo terreno alle divinità celesti. La ziqqurat era il centro religioso, ma anche il cuore economico della città. Essa conteneva magazzini per le scorte alimentari, botteghe, laboratori e numerosi altri locali destinati ai sacerdoti e ai dignitari di corte.
La migliore conservata è quella di Ur, che nel suo complesso doveva raggiungere i 25 m d'altezza dedicata al dio Nanna e a sua moglie Ningal. Era costituita da tre terrazze a gradoni, sempre più strette man mano che si procedeva verso l'alto, collegate tra loro da grandi rampe di scale.
Per la costruzione delle ziqqurat non venne impiegata la pietra (assai scarsa nella regione), ma mattoni d'argilla essiccati al sole e poi saldati l'uno all'altro con del bitume.